# Limes (rivière)
Pour les articles homonymes, voir Limes.
Le Limes est une rivière du sud de la France dans le département du Tarn et un sous-affluent de la Garonne par le Gijou, l'Agout et le Tarn.

## Géographie
De 10,1 km de longueur, il prend sa source dans les monts de Lacaune sur la commune de Viane dans le département du Tarn et se jette dans le Gijou en rive droite à Lacaze.

### Communes et cantons traversés
- Tarn : Lacaze, Viane.

## Affluents
Le Limes a cinq affluents contributeurs référencés et un sous-affluent. Son rang de Strahler est donc de trois.